# Grb Gvadalupe
Grb Gvadalupe službeno je samo logotip, na kojem piše REGION GUADELOUPE, jer je Gvadalupa prekomorska regija Francuske. Često se rabi neslužbeni grb, na kojem su prikazana tri ljiljana, simbola Francuske, kao i sunce, pod kojim je šećerna trska.

## Vanjske poveznice

### Sestrinski projekti
|  | Zajednički poslužitelj ima još gradiva o temi Grb Gvadalupe |